# 1912 en Bretagne
 Chronologie de la Bretagne
- 1908
- 1909
- 1910
- 1911
- 1912
- 1913
- 1914
- 1915
- 1916

Cette page recense des événements qui se sont produits durant l'année 1912 en Bretagne.

## Société

### Naissance
- 19 janvier : Armand Robin, poète, critique littéraire et polyglotte[1].

- 12 avril : Georges Franju, réalisateur[1].

- 5 mai à Brest : Henri Hecaen, mort le 8 juin 1983, psychiatre et neuropsychologue français.

- 20 juillet à Brest : Pierre Culioli (décédé en 1994), agent français des impôts, fut, pendant la Seconde Guerre mondiale, chef d'un réseau de résistants : en 1942, il créa et dirigea ce réseau nommé ADOLPHE, dans la région de Tours, Orléans et Vierzon, réseau qu'il rattacha fin 1942 au réseau Prosper-PHYSICIAN de Francis Suttill, dépendant de la section F du Special Operations Executive. Arrêté par les Allemands à Dhuizon le 21 juin 1943 au début de l'effondrement du réseau Prosper, il fut déporté, notamment à Buchenwald, mais réussit à s'évader.

- 29 juillet : Charles Poirier, dit Jean Cordelier, écrivain[2].

- 26 septembre : 
  - à Brest : Georges-Théodule Guilbaud (23 mars 2008 à Saint-Germain-en-Laye[3]), mathématicien français, fondateur et directeur du Centre d'analyse et de mathématiques sociales à l'École pratique des hautes études. Il a joué un rôle important dans la diffusion des méthodes mathématiques dans l'économie et les sciences humaines.
  - Louis Gérard Pondaven, compositeur et organiste[4].

### Décès
- 14 mars : Jules de Cuverville, né à Allineuc dans les Côtes-du-Nord, amiral, chef d'état-major de la Marine de 1898 à 1899, sénateur du Finistère de 1901 à 1912[5].
- 22 mai : Louis Delobeau, né à Brest, maire de Brest de 1884 à 1900 puis de 1908 à 1912, sénateur du Finistère de 1893 à son décès[6].

## Politique

### Élections sénatorialesdu7 janvier
Sont élus ou réélus :
- Pour le Finistère : Louis Delobeau (réélu)[6], Maurice Fenoux (élu)[7], Jules Fortin (réélu)[8], Louis Hémon (élu)[9].

## Économie
- 17 août : Octroi de la concession de plomb argentifère de Poullaouen[2].
- 1er septembre : Premier congrès à Landerneau de l'Office central des œuvres agricoles du Finistère[2].

## Culture

### Littérature
- Filiations bretonnes d'Henri Frotier de La Messelière[2].
- Carnac, légendes, traditions, costumes et contes de Zacharie Le Rouzic[2].
- Mensuel La Pensée bretonne d'Yves Le Febvre[2].

## Sports
- 28 juillet : Fête de la Gymnastique à Vannes.

## Infrastructures

### Constructions
- Juin : inauguration du Grand Hôtel de la Mer à Morgat, financé par Armand Peugeot qui s'attache les services d'un architecte brestois, Gaston Chabal. Morgat devient la première station touristique de luxe du Sud Finistère[10].
- 22 septembre : lancement à Brest du cuirassé Jean-Bart[2].
- Monument en mémoire des Corbière, père et fils, à Morlaix[2].

### Destructions
- 19 décembre : Incendie du théâtre de la Renaissance à Nantes[2].